# Galleria Mazzini (Milano)
La Galleria Mazzini è una galleria storica del centro di Milano. 

## Storia
Fu edificata tra il 1925 e il 1928, ed era originariamente denominata Galleria Carlo Alberto dal precedente nome della via e popolarmente chiamata Galleria Motta perché promossa e sponsorizzata da Angelo Motta, che qui aveva impiantato il suo laboratorio e le sue raffinate vetrine: una vocazione dolciaria che è stata poi continuata dalla Pasticceria Bindi fino al 2000.
Progettata in uno stile art déco con venature di barocchetto (incerto ne è l'ideatore), presenta due ingressi impreziositi da cancellate in ferro battuto, uno in via Mazzini 20, con tre arcate, due colonne con capitelli corinzi e un soffitto dalle decorazioni esagonali e l'altro in via dell'Unione 7, collegati da un corridoio di circa 50 metri illuminato da lucernari che fanno risaltare la policroma pavimentazione a mosaico.
Di Vincenzo, ne "Le Gallerie di Milano", la descrive come «quieta e affascinante, di un'eleganza démodé, con i tavolini del caffè all'ingresso di via Unione, le due portinerie rétro e un parrucchiere che conserva arredi d'epoca».
La sua eleganza discreta, al suo sorgere ne favorì la frequentazione della borghesia milanese e ne fece luogo di incontri riservati, come testimonia una lettera di Salvatore Quasimodo, che vi proponeva un appuntamento alla musa Maria Cumani; d'altra parte, la Mazzini è una delle prime gallerie milanesi con accessi agli appartamenti al suo interno.
Dopo un periodo di abbandono, ora si connota per la sua atmosfera raccolta e per essere «un'oasi di tranquillità, invitante per chi la scopre in mezzo al traffico», ed è anche segmento centrale di un sistema di gallerie e porticati che da via Torino, attraverso le Gallerie Torino e Unione, conducono fino in piazza del Duomo.